# 다윈 (플랫폼)
다윈(Dawin)은 대한민국의 동영상 광고 네트워크 플랫폼이다. 디지털 광고 전문 기업 인크로스에서 내놓은 아이템으로, 대한민국 최초의 '동영상 광고 네트워크 플랫폼'에 해당된다.